# آتش‌نشان (فیلم)
آتش‌نشان (انگلیسی: The Fireman) فیلمی به کارگردانی چارلی چاپلین است که در سال ۱۹۱۶ منتشر شد.

## بازیگران
- ادنا پرواینس
- لوید بیکن
- اریک کمبل
- چارلی چاپلین
- لئو وایت
- آلبرت آستین
- هنری برگمن
- شارلوت مینو
- جیمز تی. کلی